# Bleury-Saint-Symphorien
Bleury-Saint-Symphorien is een voormalige gemeente in het Franse departement Eure-et-Loir in de regio Centre-Val de Loire.

## Geschiedenis
De gemeente ontstond op 1 januari 2012 door de fusie van de voormalige gemeenten Bleury en Saint-Symphorien-le-Château. Op 22 maart 2015 werd het kanton Maintenon opgeheven en is de gemeente opgenomen in het kanton Auneau. Op 1 januari 2016 is de gemeente gefuseerd met Auneau tot de huidige gemeente Auneau-Bleury-Saint-Symphorien.  De gemeente maakte deel uit van het arrondissement Chartres.

## Geografie
De oppervlakte van Bleury-Saint-Symphorien bedroeg 17,24 km². De gemeente telde 1.310 inwoners (2012) en de bevolkingsdichtheid was 76,0 inwoners per km²
De onderstaande kaart toont de ligging van Bleury-Saint-Symphorien met de belangrijkste infrastructuur en aangrenzende gemeenten.